# Korpschef
De korpschef is het (ambtelijke) hoofd van een politiekorps.

## Nederland
Sinds de instelling van de Nationale Politie in 2013 (Politiewet 2012) is er in (Europees) Nederland nog maar één korpschef, die aan het hoofd staat van de Nationale Politie en de rang van eerste hoofdcommissaris bekleedt.
Daarvoor (Politiewet 1993) had iedere politieregio een eigen korpschef, met de rang van hoofdcommissaris. De korpschef moet niet worden verward met de korpsbeheerder, in die tijd doorgaans de burgemeester van de 'belangrijkste' gemeente in een politieregio. (Het beheer van het Korps landelijke politiediensten berustte bij de minister van Binnenlandse Zaken en Koninkrijksrelaties.)
Onder de Politiewet 1957 had de gemeentepolitie in een gemeente een korpschef. De rijkspolitie gebruikte die term niet. Aan het hoofd daarvan stond de Algemeen Inspecteur; vergelijkbaar met de korpschefs van de gemeentepolitie waren daar de groepscommandanten.

### Caribisch Nederland
Het Korps Politie Caribisch Nederland valt niet onder de Politiewet 2012 en maakt geen onderdeel uit van de Nationale Politie; het heeft dan ook een eigen korpschef.

## België
In België is een korpschef een politieambtenaar (meestal een hoofdcommissaris maar dit is geen vereiste) die wordt aangesteld door de politieraad voor een periode van 5 jaar om korpschef te worden van een van de 185 lokale politiezones. Die termijn kan men nog eens verlengen met 5 jaar.